# Tần Hiếu Văn vương
Tần Hiếu Văn vương (chữ Hán: 秦孝文王, cai trị: 250 TCN), tên thật là Doanh Trụ (嬴柱), là vị vua thứ 34 của nước Tần thời Chiến Quốc trong lịch sử Trung Quốc. Ông là cha của Tần Trang Tương vương và là ông nội của Tần Thủy Hoàng. Trước khi lên ngôi, ông có tước hiệu là An Quốc quân.

## Tiểu sử
Doanh Trụ là con trai của Tần Chiêu Tương vương và Đường thị, và là cháu nội của Tần Huệ Văn vương.
Năm 267 TCN, người anh cả của ông là Điệu thái tử qua đời tại nước Ngụy. Doanh Trụ được vua cha lập làm thái tử.
Năm 251 TCN, Chiêu Tương vương mất, Doanh Trụ nối ngôi, tức là Tần Hiếu Văn vương. Trong thời gian đầu (cuối năm 251 TCN), Tần Hiếu Văn vương còn để tang cha, chưa chính thức lên ngôi. Ông truy tôn mẹ là Đường thái hậu.
Ngày Kỷ Hợi tháng 10 năm 250 TCN, ông chính thức lên làm vua, ra lệnh xá tội cho phạm nhân, nhưng chỉ được 3 ngày thì qua đời, hưởng dương 53 tuổi.
Điều này dấy lên nhiều giả thuyết về thời kỳ làm vua quá ngắn ngủi của ông. Giả thuyết được chấp nhận nhất là ông đã quá già khi lên ngôi (do vua cha Chiêu Tương vương tại vị tới 56 năm). Tuy nhiên, có giả thuyết khác cho rằng Lã Bất Vi đã hạ độc giết ông để đẩy nhanh việc Tần Trang Tương vương và sau đó là Doanh Chính lên ngôi. Giả thuyết này được khá nhiều sự đồng thuận bởi vì Trang Tương vương mất chỉ 3 năm sau đó .

## Gia quyến
Tần Hiếu Văn vương có ít nhất 2 người vợ và hơn 20 người con, trong đó:
Vợ:
- Hoa Dương phu nhân (mất 230 TCN): chính thất, rất được sủng ái nhưng không có con nên nhận con trai Hạ Cơ là Doanh Dị Nhân làm con nuôi. Trở thành Vương hậu thời Tần Hiếu Văn vương, và Vương thái hậu dưới thời Tần Trang Tương vương, Tần vương Chính.
- Hạ Cơ (mất 240 TCN): phi tần, sinh Doanh Dị Nhân, tức Tần Trang Tương vương sau này. Trở thành Vương thái hậu dưới thời Tần Trang Tương vương, Tần vương Chính.

Con cái:
- Doanh Hề: không rõ mẹ.
- Doanh Dị Nhân: mẹ đẻ Hạ Cơ, được Hoa Dương phu nhân nhận nuôi nên trở thành đích tử của Hiếu Văn vương. Sau kế vị, tức Tần Trang Tương vương.